# ナチョ・リブレ 覆面の神様
『ナチョ・リブレ 覆面の神様』（Nacho Libre）は、2006年に公開されたアメリカ合衆国のコメディ映画。ジャック・ブラック主演。

## ストーリー
修道院の給仕係を勤める修道僧のイグナシオ（ジャック・ブラック）はルチャリブレのレスラーに憧れていたが、プロレスを禁忌と定める修道院に身を置く彼にとっては無縁の世界であった。自分たちを厄介者扱いする修道僧や上司である神父の冷たい仕打ち、食費を十分に回してもらえないためお腹を空かせた孤児たちに満足な食事を作って上げることも出来ず、新しく孤児たちの教師として赴任してきたシスター・エンカルナシオン（アナ・デ・ラ・レゲラ）に密かな想いを寄せながらも何もできない、そんな無為な日々が続いていた。
しかしある日、ひったくりの男スティーブン（エクトル・ヒメネス）と出会ったことがきっかけで、彼とコンビを組み、覆面レスラー・ナチョとしてリングに上がるようになる。ルチャの試合が金になる（修道院のためになる＝シスターのためになる）ことを知った彼らは試合を繰り返してお金を稼いでいく。しかし、負け続けてばかりで満足のいく試合を出来ないことに苛立つイグナシオは、金のためではなく純粋に勝利を掴みたいと、次第に闘争本能を募らせていく。そして戦いの果てに、ついにルチャのチャンピオン・ラムセス（セサール・ゴンザレス）への挑戦権を手に入れるのだった。

## キャスト
| 役名                       | 俳優                   | 日本語吹替 |
| -------------------------- | ---------------------- | ---------- |
| イグナシオ（ナチョ）       | ジャック・ブラック     | 高木渉     |
| スティーブン（ヤセ）       | エクトル・ヒメネス     | 落合弘治   |
| シスター・エンカルナシオン | アナ・デ・ラ・レゲラ   | 魏涼子     |
| ギレルモ                   | リチャード・モントーヤ | 岩崎ひろし |
| 海辺のまじない師           | ピーター・ストーメア   | 諸角憲一   |
| ラムセス                   | セサール・ゴンザレス   | 乃村健次   |
| チャンチョ                 | ダリウス・ロセ         | 横川貴大   |

## スタッフ
- 監督：ジャレッド・ヘス
- 製作：ジャック・ブラック、デヴィッド・クローワンズ、ジュリア・ピスター、マイク・ホワイト
- 製作総指揮：スティーヴ・ニコライデス、デイモン・ロス
- 脚本：ジャレッド・ヘス、ジェルーシャ・ヘス、マイク・ホワイト
- 撮影：ハビエル・ペレス・グロベット
- 音楽：ダニー・エルフマン
- 編集：ビリー・ウェバー

## 応援ソング
- カリート「Go!Go!カリート」